# Reich & sexy
Reich & sexy – kompilacyjny album niemieckiego zespołu punkrockowego Die Toten Hosen, wydany w 1994 roku.

## Lista utworów
1. „Hier kommt Alex” (Meurer/Frege) − 4:30
2. „Alles wird gut” (v. Holst/Frege) − 3:37
3. „Alles aus Liebe” (Frege/Frege) − 4:32
4. „Azzuro” (Paolo Conte, Michele Virano/Conte, Vito Pallavicini) − 2:34
5. „Halbstark” − 2:33
6. „Wünsch DIR was” (Meurer/Frege) − 4:15
7. „Carnival in Rio (Punk Was)” (Frege, von Holst/Ronnie Biggs) − 3:07
8. „Mehr davon” (von Holst/Frege) − 5:09
9. „Liebesspieler” (von Holst, Breitkopf, Frege/Frege) − 2:47
10. „Wort zum Sonntag” (von Holst/Frege) − 4:18
11. „Born to Lose” − 3:21
12. „Sascha ...ein aufrechter Deutscher” (Frege, Müller/Frege, Müller) − 2:34
13. „1000 gute Gründe” (Breitkopf/Frege) − 3:23
14. „All die ganzen Jahre” (Frege/Frege) − 3:20
15. „Liebeslied” (Breitkopf/Frege) − 3:41
16. „Opel-Gang” (von Holst, Frege/Breitkopf, Frege, von Holst, Meurer, Trimpop) − 1:55
17. „Wir sind bereit” (Frege, von Holst/Frege) − 2:01
18. „Eisgekühlter Bommerlunder” (Molinare, Dt.Spez.; Trimpop/Trimpop) − 2:58
19. „Hip Hop Bommi Bop” (Breitkopf, Frege, v. Holst, Meurer, Trimpop/Meurer, Trimpop) − 4:15
20. „Bis zum bitteren Ende” (Frege/Frege) − 3:09

## Dodatkowe utwory na reedycji z 2007 roku
1. „Die Büttenrede” – 4:04

## Twórcy
- Campino – wokal
- Andreas von Holst – gitara
- Michael Breitkopf – gitara
- Andreas Meurer – gitara basowa
- Wolfgang Rohde – perkusja
- Trini Trimpop – perkusja

## Listy przebojów
| Rok  | Kraj       | Pozycja |
| ---- | ---------- | ------- |
| 1993 | Niemcy     | 8       |
| 1993 | Szwajcaria | 5       |
| 1993 | Austria    | 12      |